# Alois Hába
Alois Hába (Vizovice, 21 de junio de 1893 - Praga, 18 de noviembre de 1973) fue un compositor checo, discípulo de Franz Schreker, conocido por sus composiciones microtonales, especialmente por usar la escala de cuartos de tono (aunque utilizó a menudo también las escalas de sextos y doceavos de tono).

## Biografía
Nació en una familia de tradición musical: su padre era músico y su hermano, Karel Hába también fue compositor.
Alois estudió composición con Vítězslav Novák en Praga y completó su formación en Viena y Berlín.
Alrededor de 1920 empezó a construir su teoría y a construir los instrumentos adaptados a la microtonalidad (piano, órgano, clarinete, trompeta, etc.), al tiempo que impartió clases en el Conservatorio de Praga (1923-45). 
Recibió el apoyo de Josef Suk y con su ayuda fundó en 1924 un departamento microtonal en el Conservatorio de Praga. Entre sus discípulos se cuentan Gideon Klein, Jeronimas Kačinskas y Zikmund Schul.

## Obra
Escribió diez fantasías y seis suites para piano; dieciséis cuartetos de cuerda y las siguientes óperas:
- Matka (La madre), Op. 35: su obra más conocida, que se estrenó en el Gärtnerplatztheater de Múnich, Alemania el 17 de mayo de 1931; curiosamente, el reparto incluyó al tenor suizo Max Meili, un especialista en música antigua y principalmente dedicado al recital, más que a la ópera.
- Nová zemĕ (Tierra nueva), ópera en tres actos, Op. 47 (1934-1936).
- Přijd' králoství Tvé  (Venga a nosotros tu reino), 7 escenas Op. 50 (1937-1942)